# 王翰 (1911年)
王翰（1911年4月11日—1981年），原名陈延庆，江苏盐城梁垛团五港口（今建湖县钟庄镇陈村）人，中华人民共和国监察部常务副部长兼党组副书记。

## 生平
1932年在交通大学读书时入党。1932年11月因冲击的白俄报馆《柴拉报》被捕入狱，经顽强斗争，于次年初无罪释放，然而交通大学学籍被开除。参加中国社会科学家联盟工作。1936年同邓洁、胡乔木等组建中共江苏省临时工作委员会，在上海坚持工作。
1937年10月调任湖北省工委秘书长、工运部长；董必武在湖北武汉为其起的化名“王翰”，便于地下工作。1938年10月任鄂西北区委书记。1940年春，任新四军鄂豫挺进纵队政治部副主任。1941年4月鄂豫挺进纵队改编为新四军第五师，任师政治部副主任。其父陈曙东支持苏北的新四军抗日民主政府，当选为盐城县参议会副参议长，盐阜区参议员。新四军三师师长黄克诚收到五师王翰的电报，特地从阜宁朦胧（永兴镇）来拜访开明绅士陈曙东。1943年春任新四军第五师政治部主任。1945年去延安中央医院治肺病。
1947年2月出院，任中共中央城市工作部部委委员、农村工作组组长、工业组组长等职。
1949年任中南行政委员会人民监察委员会副主任、主任。1954年任政务院人民监察委员会副主任、中华人民共和国监察部常务副部长兼党组副书记(部长钱瑛，王翰实际负责监察部日常工作)。1955年3月31日，中国共产党全国代表会议通过《关于成立党的中央和地方监察委员会的决议》，决定成立党的中央和地方监察委员会，代替各级党的纪律检查委员会。会议选举产生了由董必武等21人组成的中共中央监察委员会（简称中央监委），董必武任书记，王翰为候补委员。1956年9月，中共八届一中全会重新选举产生了由董必武等21人组成的中共中央监察委员会，王翰为候补委员。1957年被诬为王翰右派反党集团首领。到三门峡铁工厂监督劳动。1957年12月5日的《人民日报》头版登载了新华社的一篇长文，大黑体标题赫然醒目：《监察机关反右派斗争取得重大胜利——彻底斗倒反党分子王翰》，紧接着于1957年12月8日又登载《王翰是个右派分子并不奇怪》的署名文章。王翰的主要“罪行”是“主张监察工作要‘事先监督’；在体制上要实行垂直领导，反对双重领导等”。《人民日报》更加系统整理了王翰的“反党言论”。“几年来，王翰一贯反对中共中央和监察部党组关于监察工作一些根本性问题的指示和决议，企图贯彻他的与党对立的一套监察工作主张，想把监察机关置于党和政府之上。他硬说监察机关与被监督部门的矛盾是不可调和的，监察机关从属于谁，就不能监督谁。他认为监察机关不仅要经常地全面地检查国家计划和决议、命令的执行情况，而且要检查国家计划和决议的制定，认为只有这样做，才能抓住‘有头等意义的大问题，打中要害’；他反对监察机关检查事故和违法失职的案件以及处理公民控诉工作，认为这些工作是‘鸡毛蒜皮，意义不大’。他甚至对严重违法乱纪分子，主张‘爱人以德’。他坚决主张搞“事先监督”，要有‘尚方宝剑’，这也就是说要有对财经部门行使停止支付、罚款等权力；反对监察机关依靠各级党政领导和广大群众进行工作，诬蔑群众路线是‘抽象’的，认为监察工作走群众路线不解决问题。在体制问题上，他坚持要搞垂直领导，坚持要有管理各级监察干部的权限；反对中央关于监察部门体制改为双重领导的决定。他还一贯反对加强监察机关的政治思想领导，反对监察干部学习马列主义，说什么‘没有业务哪有政治，业务就是政治’，他还费尽心机地企图以调整机构和领导分工来达到控制监察部的全盘工作的目的。”在这种形势下，政法系统遭到全面整肃，并直接导致监察部和司法部被一并撤销。
“文化大革命”时期，王翰再次被造反派揪斗迫害。粉碎四人帮后，1978年，王翰被送往中共中央党校学习。党的十一届三中全会以后，他的错案才得到纠正，被任命为司法部顾问。1981年去世。

## 纪念
1999年人民出版社出版《王翰传》，江泽民题词“革命信念，始终如一”。